# انگل‌واره

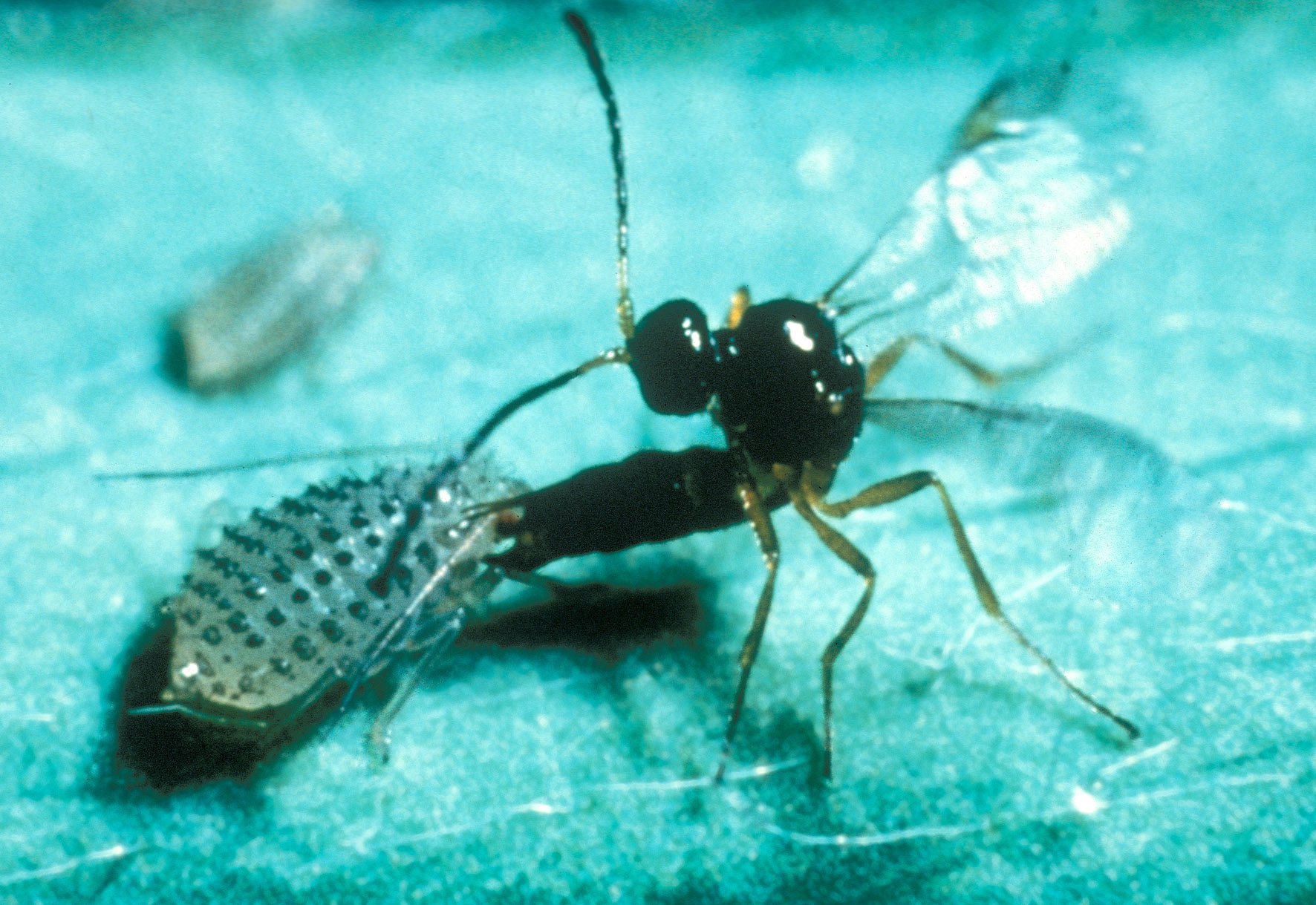
یک زنبور انگلی (تخم‌ریز Trioxys complanatus, Aphidiidae) که در بدن یک شته یونجه خالدار قرار می‌گیرد، رفتاری که در کنترل بیولوژیک آفات استفاده می‌شود

در بوم‌شناسی تکاملی، یک انگل‌واره (به انگلیسی: Parasitoid) جانداری است که در ارتباط نزدیک با میزبان خود، به هزینه میزبان زندگی می‌کند و در نهایت منجر به مرگ میزبان می‌شود. انگلی (پارازیتوئیدیسم) یکی از شش استراتژی تکاملی اصلی در انگلی است که با پیش‌آگهی کشنده برای میزبان مشخص می‌شود، که این استراتژی را به شکار نزدیک می‌کند.
| تناسب اندام میزبان                    | میزبان تنها، زنده می‌ماند | میزبان تنها، می‌میرد                                | میزبان‌های چندگانه          |
| ------------------------------------- | ------------------------ | -------------------------------------------------- | -------------------------- |
| توانایی تولیدمثل (تناسب اندام > ۰)    | انگلی سنتی بیماریزا      | سطح غذایی منتقل‌شده انگل سطح غذایی منتقل‌شده بیمارگر | شکارگر خرد شکارگر خرد      |
| ناتوانی در تولیدمثل (تناسب اندام = ۰) | ----- انگلی عقیم‌کننده    | سطح غذایی منتقل‌شده انگلی عقیم‌کننده انگل‌واره        | شکارگر اجتماعی شکارگر تک‌زی |

## نگارخانه

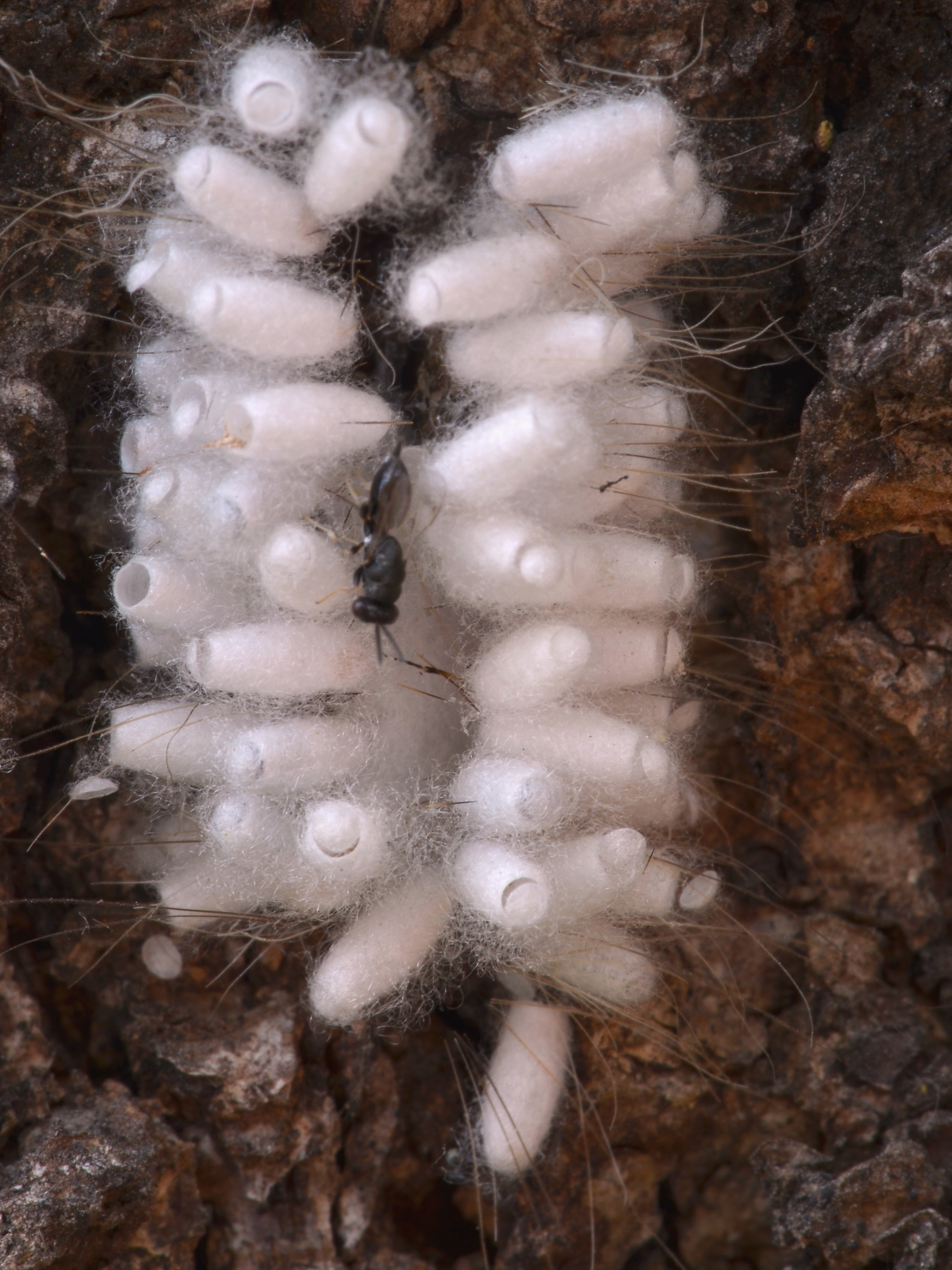
یک زنبور مسی هیپرپارازیتوئید روی پیله میزبانش، یک زنبور براکونید، خود یک پارازیتوئید koinobiont بال‌پولک‌داران
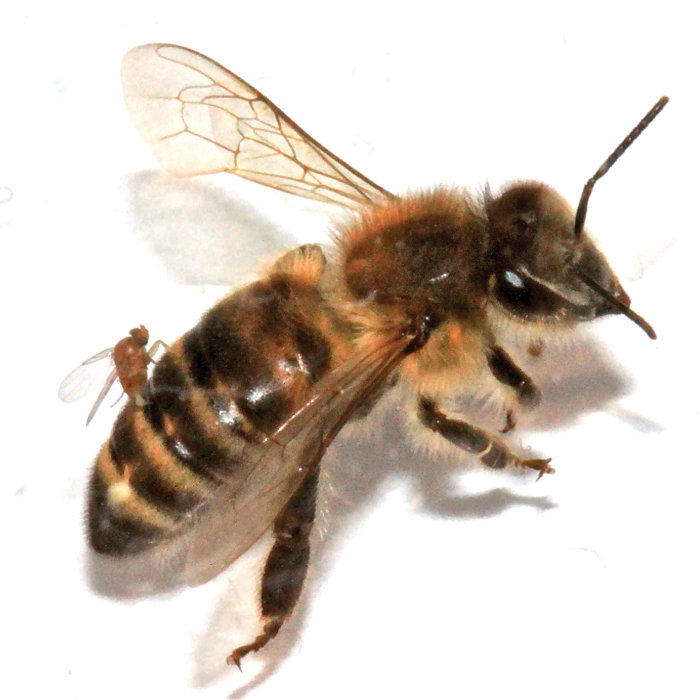
مگس پوسیدگی ماده تخم‌ریز Apocephalus borealis (سمت چپ) در شکم زنبور عسل کارگر نشسته و رفتار آن را تغییر می‌دهد .
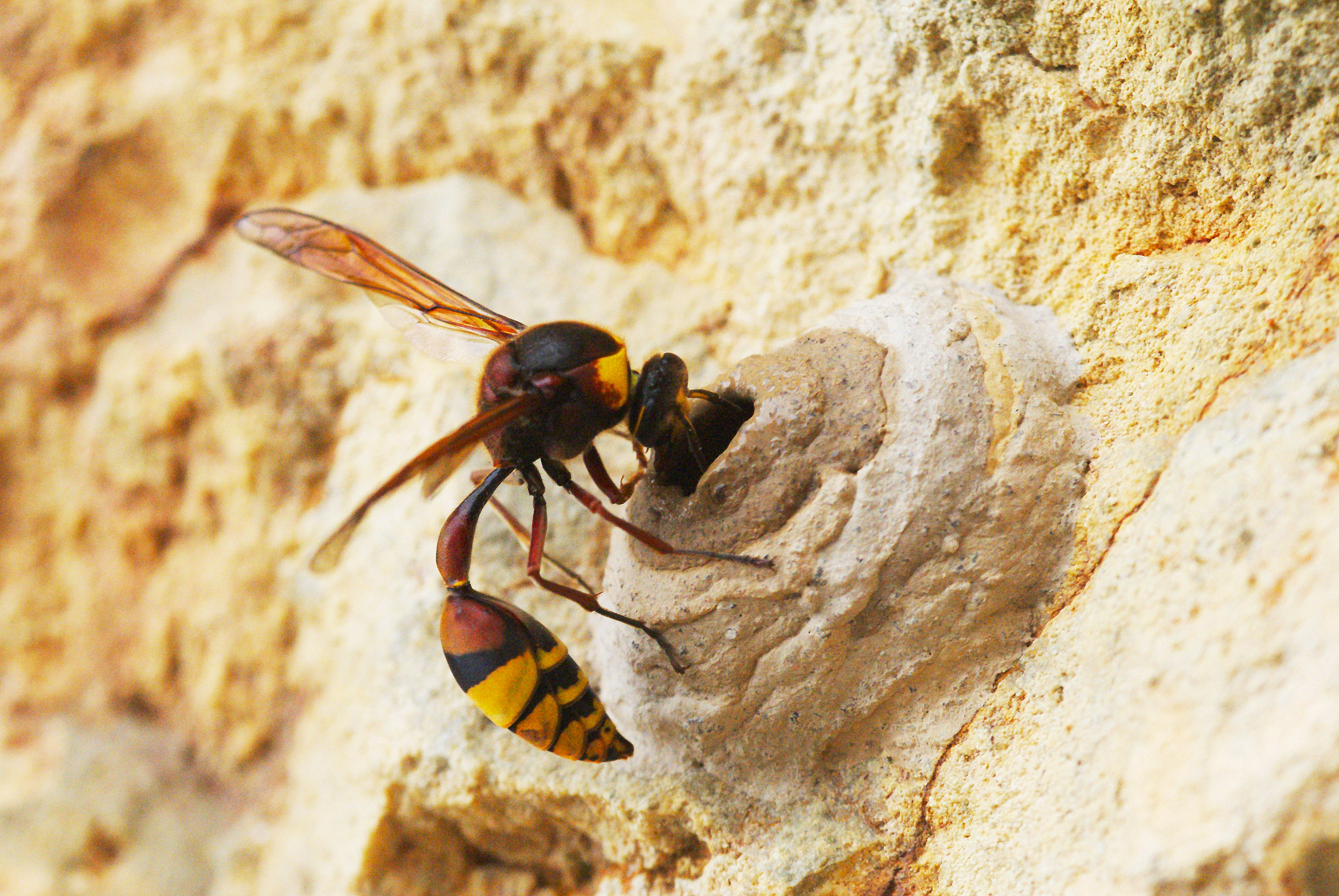
زنبور کوزه‌گر، یک idiobiont، در حال ساخت لانه گلی. آن را با حشرات فلج می‌کند و بر آنها تخم می‌گذارد. سپس او لانه را مهر و موم می‌کند و هیچ مراقبت بیشتری برای نوزادان خود ارائه نمی‌دهد.
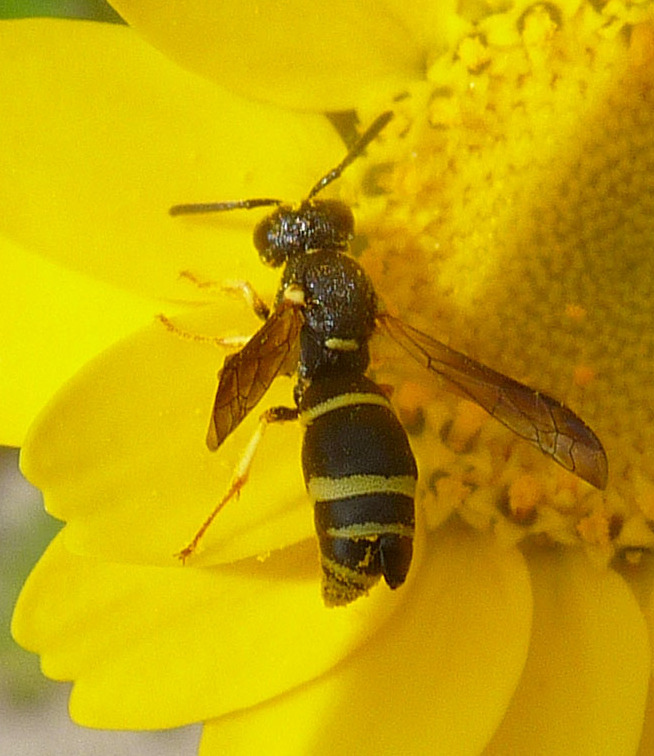
سر یک پیچیده‌بال ماده سسیل که از شکم میزبان زنبورش بیرون زده‌است. نر (نشان داده نشده) بال دارد.
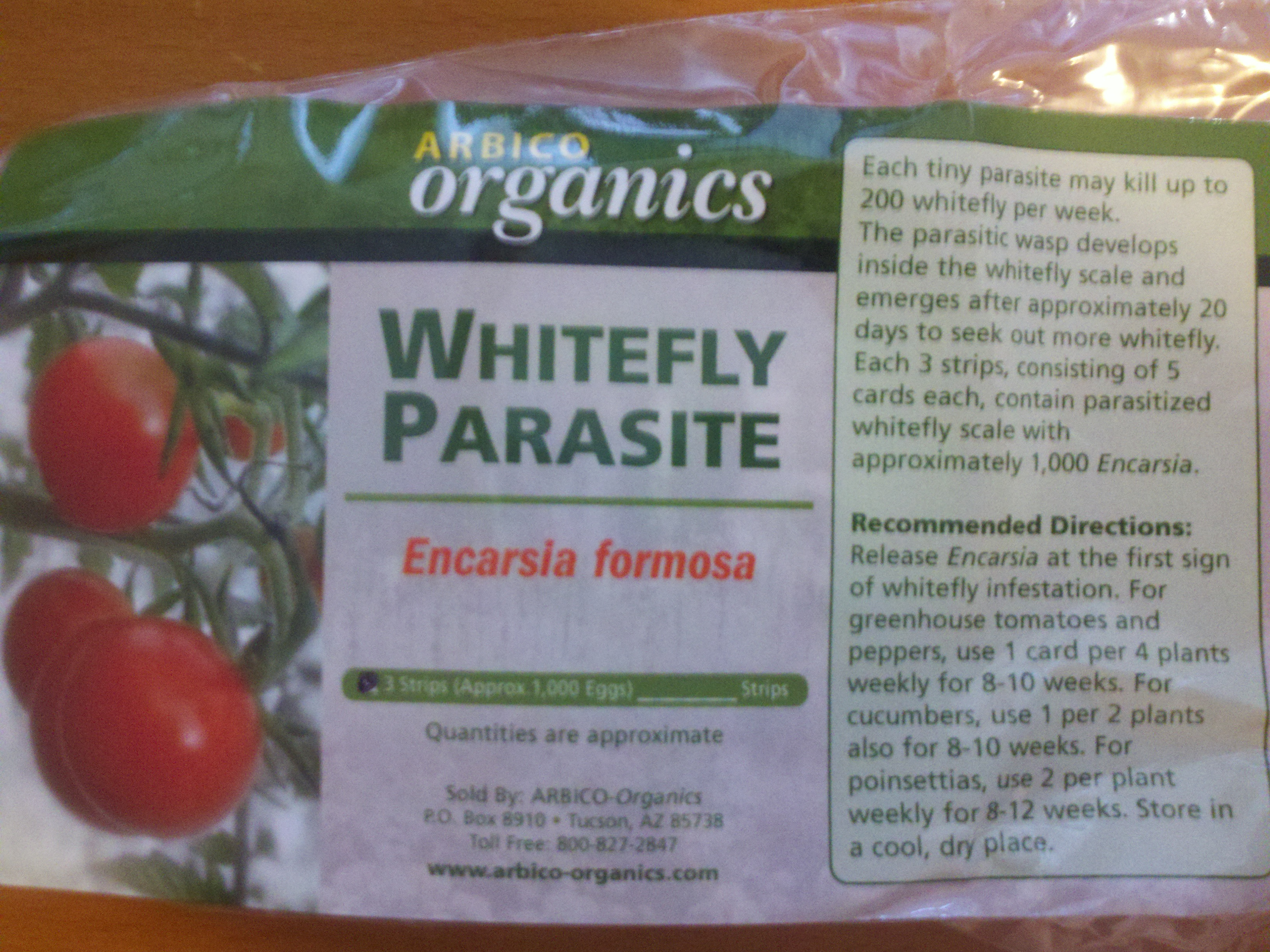
Encarsia formosa، یک زنبور آفلینید درون انگلی است که به صورت تجاری برای کنترل مگس سفید در گلخانه‌ها پرورش داده می‌شود.